# Леонін
Леонін (лат. Leoninus, Leonius, Leo, 1150-е — 1201) — перший значимий композитор, що писав для поліфонічного органуму.

## Біографічні відомості
Швидше за все був французом, жив і працював в Парижі, в кафедральному Соборі Нотр-Дам. 
За свідченням анонімного музичного теоретика XIII століття, відомого як Аноніма IV, Леонін був «найкращим органістом» (тобто вигадником Органум) свого часу, упорядником Великої книги органуму (Magnus liber organi), що включає різні піснеспіви річного церковного вжитку — найважливішого нотного пам'ятника тієї епохи (збереглась пізніша копія "Книги", що датується століттям XIII). 
Разом з Перотіном (який був, імовірно, його послідовником і учнем) пробував розв'язати ритмічні проблеми мелізматичного органуму, що компонувався за принципом nota contra notam («нота проти ноти»). Проблема виникала у випадку, коли, наприклад, на три звуки vox principalis (головний голос) припадає 5 звуків vox organalis (другий голос). Для цих цілей впроваджувалися ритмічні схеми (подібні до метричних стоп давніх греків), які поліпшували читаність органуму.
Леонін поєднував у новий спосіб мелодику григоріанського хоралу та ритміку модусів трубадурів. Своїй композиторській техніці він навчав інших і зрештою став на чолі великої композиторської школи.